# نيفيل شامبرلين
نيفيل شامبرلين (بالإنجليزية: Neville Chamberlain)‏ هو مدرب كرة قدم ولاعب كرة قدم بريطاني، ولد في 22 يناير 1960 في ستوك أون ترينت في المملكة المتحدة. لعب مع بورت فايل وستوك سيتي ونادي بليموث أرجايل ونادي دونكاستر روفرز ونادي مانسفيلد تاون ونيوبورت كونتي.